# Arvert
Arvert település Franciaországban, Charente-Maritime megyében. Lakosainak száma 3875 fő (2022. január 1.). Arvert Étaules, Les Mathes, Nieulle-sur-Seudre, Saint-Just-Luzac és La Tremblade községekkel határos.

## Népesség
A település népességének változása:
| Lakosok száma | 2183 | 2541 | 2734 | 3031 | 3329 | 3384 | 3448 | 3566 | 3672 | 3875 |
|               | 1968 | 1982 | 1990 | 2006 | 2013 | 2015 | 2017 | 2019 | 2020 | 2022 |